# Café con aroma de mujer (telenovela de 2021)
Café con aroma de mujer es una telenovela colombiana producida por Yalile Giordanelli para RCN Televisión en 2021. Es una nueva versión de la telenovela homónima de 1994 creada por Fernando Gaitán, la cual ya tuvo dos adaptaciones populares hechas en México con los títulos Cuando seas mía y Destilando amor. Se estrenó primero en Colombia el 10 de mayo de 2021 a través de Canal RCN, mientras que en los Estados Unidos se estrenó por Telemundo el 25 de mayo de 2021. La telenovela finalizó su emisión el 24 de septiembre de 2021 en Colombia.
Está protagonizada por Laura Londoño y William Levy, junto con Carmen Villalobos, Diego Cadavid y Mabel Moreno en los roles antagónicos.

## Trama
Como en cada año, Teresa Suárez «La Gaviota» (Laura Londoño) y Carmenza (Katherine Vélez), su madre, viajan al eje cafetero para trabajar en la hacienda Casablanca para recolectar el café cosechado en la segunda época del año, pero para esta visita, será la última que ellas realizan, debido a que ahora ellas serán propietarias de un terreno para cosechar. Sin embargo, la vida da giros inesperados para el último momento cuando Octavio Vallejo (Luis Eduardo Motoa), el dueño de la hacienda Casablanca, fallece repentinamente; frustrando el sueño de la Gaviota y Carmenza de tener su propio terreno, debido a que en el pasado, en agradecimiento de haberlo salvado de un intento de secuestro, Octavio le prometió a la Gaviota, un terreno para que ella y su mamá pudieran sembrar su propia cosecha. Intentando que la familia Vallejo respete la última voluntad de Octavio, la Gaviota conoce a Sebastián Vallejo (William Levy), el hijo de Octavio recién llegado de Nueva York, pero nacerá entre ellos una atracción incontrolable y un amor desgarradoramente imposible, debido a que el está comprometido con Lucía Sanclemente (Carmen Villalobos), una mujer ambiciosa que en realidad solo esta con Sebastián por interés económico. Para que puedan estar juntos, la Gaviota y Sebastián tendrá que luchar para convertirse en dos almas gemelas que pertenecen a mundos diferentes.

## Reparto
Una lista de actores confirmados fue publicada a inicios de diciembre de 2020 por la revista estadounidense People en Español, en su página web oficial.

### Principales
- Laura Londoño como Teresa Suárez «La Gaviota»
- William Levy como Sebastián Vallejo Sáenz
- Carmen Villalobos como Lucía Sanclemente de Vallejo[10]
- Diego Cadavid como Iván Vallejo Sáenz
- Lincoln Palomeque como Leónidas Salinas[12]
- Luces Velásquez como Julia Sáenz vda. de Vallejo
- Katherine Vélez como Carmenza Suárez
- Andrés Toro como Aurelio Díaz
- Mabel Moreno como Lucrecia Valencia de Vallejo
- Ramiro Meneses como Carlos Mario Álzate
- María Teresa Barreto como Marcela Vallejo Sáenz
- Laura Archbold como Paula Vallejo Sáenz
- Juan David Agudelo como Bernardo Vallejo Sáenz
- Laura Junco como Margarita Briceño
- Dailyn Valdivieso como Pivisay "La Maracucha"
- Caterin Escobar como Marcia Aguirre

### Recurrentes
- Marcelo Dos Santos como Eduardo Sanclemente[13]
- Luis Eduardo Motoa como Octavio Vallejo[14]
- Mario Duarte como Pablo Emilio Villegas[15]
- Jorge López como Javier[16][17]
- Yarlo Ruíz como Lemarcus Acosta
- Waldo Urrego como Pedro Alzate
- Mario Espitia como Jorge Latorre
- María del Rosario como Vicky
- Pedro Gilmore como Arthur
- Raúl Ocampo como Carlos[18]
- Constanza Gutiérrez como Margot
- Maia Landaburu como Diana
- Carlos Manuel Vesga como Danilo
- Rodrigo Candamil como Martín Tejeiros
- Carmenza Gonzalez como Rosalba Mejía

## Producción
La producción se anunció durante el Up-front de Telemundo para la temporada en televisión del periodo 2020-21. La producción de la telenovela inició las grabaciones el 3 de diciembre de 2020 en locaciones. Para esta versión, la adaptación está a cargo de Adriana Suárez junto con Javier Giraldo y Paola Cazares, y la dirección de escena bajo el comando de Mauricio Cruz y Olga Lucía Rodríguez.

## Recepción
La telenovela se posicionó durante su estreno en el sexto puesto de los programas más visto en Colombia durante la noche del 10 de mayo de 2021. Siendo así superada en audiencia por la segunda temporada de Enfermeras—producción del mismo canal—. Aunque en su estreno fue bien recibida por el público, no ha logrado obtener favorables índices de audiencias debido a las Protestas en Colombia de 2021.

### Audiencia
| Temporada | Horario (COT)              | Episodios | Primera emisión    | Primera emisión | Última emisión           | Última emisión  |
| Temporada | Horario (COT)              | Episodios | Fecha              | Rating (puntos) | Fecha                    | Rating (puntos) |
| --------- | -------------------------- | --------- | ------------------ | --------------- | ------------------------ | --------------- |
| 1         | Lunes a viernes 8:00 p. m. | 92        | 10 de mayo de 2021 | 8.7             | 24 de septiembre de 2021 | 9.4             |

## Episodios
| N.º  | Título                                                                                             | Fecha de emisión original | Rating (puntos) |
| ---- | -------------------------------------------------------------------------------------------------- | ------------------------- | --------------- |
| 1    | «Amor a primera vista entre Sebastián y Gaviota»                                                   | 10 de mayo de 2021        | 8.7             |
| 2    | «La sorprendente confesión que Sebastián le hace a Marcela sobre Gaviota»                          | 11 de mayo de 2021        | 7.8             |
| 3    | «Gaviota le confiesa a su mamá que se besó con Sebastián»                                          | 12 de mayo de 2021        | 7.6             |
| 4    | «Sebastián le hace una importante revelación a Gaviota»                                            | 13 de mayo de 2021        | 7.0             |
| 5    | «Gaviota y Carmenza reciben una noticia poco agradable»                                            | 14 de mayo de 2021        | 6.5             |
| 6    | «Sebastián siente celos al ver a Gaviota junto a Léonidas»                                         | 18 de mayo de 2021        | 6.6             |
| 7    | «Gaviota y Sebastián pasan la noche juntos»                                                        | 19 de mayo de 2021        | 6.1             |
| 8    | «Sebastián le confiesa a Lucía que está interesado en otra mujer»                                  | 20 de mayo de 2021        | 6.3             |
| 9    | «Julia defiende a Gaviota ante las acusaciones de Iván»                                            | 21 de mayo de 2021        | 6.5             |
| 10   | «Lucía se entera de la verdad sobre Sebastián y Gaviota»                                           | 24 de mayo de 2021        | 6.3             |
| 11   | «Gaviota y Sebastián emprenden una aventura»                                                       | 25 de mayo de 2021        | 6.2             |
| 12   | «Sebastián y Gaviota viven un apasionado momento»                                                  | 26 de mayo de 2021        | 7.3             |
| 13   | «Lucía le confiesa la verdad a Julia sobre la relación de Sebastián»                               | 27 de mayo de 2021        | 7.3             |
| 14   | «Sebastián invita a Gaviota al matrimonio de Iván y se entera de una noticia»                      | 28 de mayo de 2021        | 5.9             |
| 15   | «Sebastián llega al matrimonio de Iván junto a Gaviota»                                            | 31 de mayo de 2021        | 7.1             |
| 16   | «Sebastián confronta a Gaviota y le pide que le cuente la verdad»                                  | 1 de junio de 2021        | 6.8             |
| 17   | «La situación en la hacienda Casa Blanca se sale de control»                                       | 2 de junio de 2021        | 7.3             |
| 18   | «Una triste despedida»                                                                             | 3 de junio de 2021        | 7.2             |
| 19   | «Una drástica decisión»                                                                            | 4 de junio de 2021        | 6.9             |
| 20   | «Sebastián se entera de una fatal noticia»                                                         | 8 de junio de 2021        | 6.0             |
| 21   | «La noticia que le cambiará la vida a Gaviota»                                                     | 9 de junio de 2021        | 6.6             |
| 22   | «Gaviota lo dejará todo por amor»                                                                  | 10 de junio de 2021       | 7.3             |
| 23   | «Gaviota se arma de valor»                                                                         | 11 de junio de 2021       | 6.6             |
| 24   | «Gaviota recibe una sorpresiva noticia»                                                            | 15 de junio de 2021       | 6.6             |
| 25   | «Gaviota llega a Nueva York»                                                                       | 16 de junio de 2021       | 6.1             |
| 26   | «Gaviota se juega todas las cartas por ver a Sebastián»                                            | 17 de junio de 2021       | 6.9             |
| 27   | «Gaviota se reencuentra con Sebastián»                                                             | 18 de junio de 2021       | 7.3             |
| 28   | «Sebastián acude a Carmenza para encontrar a Gaviota»                                              | 21 de junio de 2021       | 7.6             |
| 29   | «Carmenza le da una inquietante información a Gaviota sobre Sebastián»                             | 22 de junio de 2021       | 7.4             |
| 30   | «A Sebastián le dan una valiosa noticia»                                                           | 24 de junio de 2021       | 6.2             |
| 31   | «Sebastián llega al mismo lugar dónde está Gaviota»                                                | 25 de junio de 2021       | 6.0             |
| 32   | «Lucía le tiende una trampa a Sebastián»                                                           | 28 de junio de 2021       | 6.9             |
| 33   | «Gaviota toma una decisión inesperada»                                                             | 29 de junio de 2021       | 6.2             |
| 34   | «Se descubre un embarazo»                                                                          | 30 de junio de 2021       | 7.4             |
| 35   | «Sebastián vuelve a ver a Gaviota»                                                                 | 1 de julio de 2021        | 6.0             |
| 36   | «Sebastián besa a Gaviota»                                                                         | 2 de julio de 2021        | 6.0             |
| 37   | «Sebastián y Gaviota se reconcilian»                                                               | 7 de julio de 2021        | 6.5             |
| 38   | «Se vale volver a comenzar»                                                                        | 8 de julio de 2021        | 6.3             |
| 39   | «Lucía le revela una gran verdad a Gaviota»                                                        | 12 de julio de 2021       | 6.1             |
| 40   | «Sebastián se entera del embarazo de Lucía»                                                        | 13 de julio de 2021       | 6.3             |
| 41   | «Gaviota se reencuentra con su mamá»                                                               | 14 de julio de 2021       | 6.3             |
| 42   | «La maldad de Lucía no tiene límites»                                                              | 15 de julio de 2021       | 6.0             |
| 43   | «Leónidas le propone a Gaviota vivir juntos en Bogotá»                                             | 16 de julio de 2021       | 5.6             |
| 44   | «Las tensiones en la familia Vallejo se salen de control»                                          | 19 de julio de 2021       | 6.1             |
| 45   | «Marcela busca a Gaviota y le habla de Sebastián»                                                  | 21 de julio de 2021       | 6.4             |
| 46   | «Gaviota y Carmenza comienzan una nueva vida»                                                      | 22 de julio de 2021       | 5.7             |
| 47   | «Lucía pierde las esperanzas con Sebastián»                                                        | 23 de julio de 2021       | 5.8             |
| 48   | «Lucía y Gaviota conocen el sexo de sus bebés»                                                     | 26 de julio de 2021       | 5.5             |
| 49   | «El nacimiento de los hijos de Lucía y Gaviota»                                                    | 27 de julio de 2021       | 6.0             |
| 50   | «Sebastián se encuentra a Leónidas en el hospital»                                                 | 28 de julio de 2021       | 5.9             |
| 51   | «Leónidas y Gaviota se besan»                                                                      | 29 de julio de 2021       | 6.0             |
| 52   | «Sebastián y Lucía se casan»                                                                       | 30 de julio de 2021       | 5.9             |
| 53   | «El destino vuelve a poner en el mismo camino a Gaviota y a Sebastián»                             | 2 de agosto de 2021       | 6.8             |
| 54   | «Sebastián le hace una confesión a Gaviota que la deja sin palabras»                               | 3 de agosto de 2021       | 6.1             |
| 55   | «Sebastián le hace una invitación especial a Gaviota y a Carmenza»                                 | 4 de agosto de 2021       | 6.5             |
| 56   | «Lucía recibe una visita que complicará la situación»                                              | 5 de agosto de 2021       | 6.4             |
| 57   | «Leónidas sorprende a Gaviota con una revelación»                                                  | 6 de agosto de 2021       | 5.4             |
| 58   | «A Iván se le viene el mundo encima»                                                               | 9 de agosto de 2021       | 6.8             |
| 59   | «Sebastián le confiesa una fatal verdad a Julia»                                                   | 10 de agosto de 2021      | 6.4             |
| 60   | «Gaviota regresa al pueblo y se lleva una sorpresa»                                                | 11 de agosto de 2021      | 6.7             |
| 61   | «La situación entre Sebastián e Iván se sale de control»                                           | 12 de agosto de 2021      | 6.6             |
| 62   | «Gaviota rechaza a Leónidas»                                                                       | 13 de agosto de 2021      | 6.1             |
| 63   | «Leónidas toma la decisión de terminar su relación con Gaviota»                                    | 17 de agosto de 2021      | 6.7             |
| 64   | «Gaviota asiste al homenaje de Octavio»                                                            | 18 de agosto de 2021      | 6.7             |
| 65   | «El bello gesto que Sebastián tiene con Gaviota y Carmenza»                                        | 19 de agosto de 2021      | 6.4             |
| 66   | «Sebastián y Gaviota no se pueden resistir a lo que sienten»                                       | 20 de agosto de 2021      | 6.2             |
| 67   | «Sebastián se entera de que tiene un hijo con Gaviota»                                             | 23 de agosto de 2021      | 6.8             |
| 68   | «Lucía queda entre la espada y la pared»                                                           | 24 de agosto de 2021      | 7.6             |
| 69   | «Sebastián toma la decisión de separarse de Lucía»                                                 | 25 de agosto de 2021      | 7.7             |
| 70   | «Lucía le revela a Julia que Sofía no es hija de Sebastián»                                        | 26 de agosto de 2021      | 7.1             |
| 71   | «Julia conoce a Fernando, el hijo de Gaviota y Sebastián»                                          | 27 de agosto de 2021      | 6.8             |
| 72   | «Lucía encuentra a Sebastián y a Gaviota besándose»                                                | 30 de agosto de 2021      | 7.1             |
| 73   | «Lucía e Iván viven un apasionado momento»                                                         | 31 de agosto de 2021      | 7.0             |
| 74   | «Lucía le pide la mitad de su fortuna a Iván»                                                      | 1 de septiembre de 2021   | 6.9             |
| 75   | «Sebastián y Leónidas viven un conmovedor momento»                                                 | 2 de septiembre de 2021   | 8.4             |
| 76   | «Gaviota y Sebastián vuelven a creer en su amor»                                                   | 3 de septiembre de 2021   | 6.3             |
| 77   | «Se le derrumba el mundo a Lucía»                                                                  | 6 de septiembre de 2021   | 8.1             |
| 78   | «Se cancela un esperado matrimonio»                                                                | 7 de septiembre de 2021   | 7.5             |
| 79   | «Lucrecia le hace inesperada confesión a Iván»                                                     | 8 de septiembre de 2021   | 7.9             |
| 80   | «Julia le confiesa una gran verdad a Sebastián»                                                    | 9 de septiembre de 2021   | 7.4             |
| 81   | «Sebastián se entera de que Sofía no es su hija»                                                   | 10 de septiembre de 2021  | 7.4             |
| 8283 | «Sebastián le propone matrimonio a Gaviota»«Lucía e Iván mueven sus cartas en contra de Sebastián» | 13 de septiembre de 2021  | 8.9             |
| 84   | «Iván confiesa una cruel verdad»                                                                   | 14 de septiembre de 2021  | 9.0             |
| 85   | «Sebastián es detenido por la Policía»                                                             | 15 de septiembre de 2021  | 9.0             |
| 86   | «Lucía recibe una lamentable noticia»                                                              | 16 de septiembre de 2021  | 9.7             |
| 87   | «Gaviota se entera de que Sebastián está detenido»                                                 | 17 de septiembre de 2021  | 8.5             |
| 88   | «Iván intenta hacerle daño a Fernando»                                                             | 20 de septiembre de 2021  | 9.5             |
| 89   | «Iván sigue haciendo de las suyas»                                                                 | 21 de septiembre de 2021  | 9.2             |
| 90   | «Marcia decide testificar contra Carlos Mario e Iván»                                              | 22 de septiembre de 2021  | 10.3            |
| 91   | «Sebastián queda en libertad»                                                                      | 23 de septiembre de 2021  | 10.4            |
| 92   | «Sebastián y Gaviota se casan»                                                                     | 24 de septiembre de 2021  | 9.4             |